# Aegyptocetus
Aegyptocetus es un género extinto de cetáceo arqueoceto que vivió en lo que ahora es Egipto.

## Descripción
Aegyptocetus se conoce por el holotipo MSNTUP I-15459, un cráneo casi completo, mandíbula (con dientes) y un esqueleto postcraneal (vértebras y costillas cervicales y torácicas). Se encontró en el yacimiento de Khashm el-Raqaba de la Formación Gebel Hof en la parte norte de Wadi Tarfa en el desierto arábigo de Egipto, que data del Mokattamiano superior, del Eoceno medio, hace unos 41-40 millones de años. La causa de su muerte podría haber sido el ataque de un tiburón, pues se encontraron trazos de una dentellada en las costillas.
Morfológicamente, este género está más próximo a Remingtonocetus o Dalanistes que a otros arqueocetos.

## Etimología
Aegyptocetus fue nombrado por Giovanni Bianucci y Philip D. Gingerich en 2011 y la especie tipo es Aegyptocetus tarfa. El nombre genérico viene del latín Aegyptus, Egipto, y cetus, ballena. El nombre específico se refiere a Wadi Tarfa, el desierto donde se encontró.